# Matheus Reis
Matheus Reis de Lima, mais conhecido como Matheus Reis (São João da Boa Vista, 18 de fevereiro de 1995), é um futebolista brasileiro que atua como lateral-esquerdo e zagueiro. Atualmente joga pelo Sporting.

## Carreira

### Antecedentes
Nascido em São João da Boa Vista, São Paulo, Matheus chegou às categorias de base do São Paulo em 2008, Matheus Reis cumpriu todas as etapas nas categorias de base antes de ser promovido.

### Atlético Sorocaba
Como parte do seu processo de amadurecimento, foi emprestado em 2014 ao Atlético Sorocaba para a disputa do Campeonato Paulista de 2014. Sua estreia pelo clube do interior paulista aconteceu em 11 de fevereiro, entrando como titular em uma derrota fora de casa para o São Bernardo por 3 a 1.
Apesar do rebaixamento da equipe no Campeonato Paulista de 2014, fez 8 partidas e marcou nenhum gol.

### Retorno ao São Paulo
De volta ao São Paulo, Matheus teve destaque participando da campanha na Copa São Paulo de Futebol Júnior de 2015, aonde foi promovido definitivamente à equipe principal do Tricolor Paulista. Fez sua estreia pelo clube em 1 de julho, entrando como substituto em uma derrota fora de casa para o Atlético Paranaense por 2 a 1, pelo Campeonato Brasileiro de 2015.
Sob o comando do técnico Juan Carlos Osorio, recebeu algumas oportunidades no decorrer dos jogos e adquiriu experiência para lutar por uma vaga entre os onze escolhidos. Assim, logo em seu primeiro ano no elenco profissional, terminou a temporada com 16 partidas no currículo e ainda renovando seu contrato até 2019 em 21 de dezembro de 2015.
Pelo São Paulo, fez 32 partidas e marcou nenhum gol.

### Bahia
Em 4 de janeiro de 2017, sem espaço na equipe do treinador Rogério Ceni, foi confirmado o empréstimo de Matheus Reis ao Bahia até o fim da temporada.
Estreou pelo clube em 29 de janeiro, entrando como titular em uma vitória em casa por 2 a 0 sobre o Jacobina, pelo Campeonato Baiano de 2017. Seu primeiro gol na carreira aconteceu em 29 de março, em uma vitória fora de casa sobre o Sergipe, pela Copa do Nordeste de 2017.
Matheus Reis veio ganhando espaço no Bahia em 2017. Das 26 partidas que o Tricolor Baiano fez na temporada, o jogador atuou 24 como titular, sendo substituído apenas em raras ocasiões. A sequência animou o atleta, que ganhou confiança elevada. Pelo clube, fez 26 partidas e marcou um gol.

### Moreirense
Em 2 de janeiro de 2018, foi confirmado que o São Paulo acertou o empréstimo de Matheus Reis ao Moreirense até o fim da temporada. Fez sua estreia em 4 de fevereiro, entrando como substituto em uma vitória fora de casa por 2 a 1 sobre o CD Tondela, pela Primeira Liga de 2017–18.
Porém, não foi bastante aproveitado pelo Moreirense, jogando apenas 2 partidas e marcando nenhum gol.

### Rio Ave
Em 26 de junho de 2018, Matheus Reis foi transferido em definitivo ao Rio Ave, assinando um contrato de 3 anos com o clube. Fez sua estreia pela equipe em 26 de julho, entrando como titular em uma derrota fora de casa por 1 a 0 para o Jagiellonia Białystok, pela Liga Europa da UEFA de 2018–19.[carece de fontes?]
Seu primeiro gol pelo clube aconteceu em 27 de janeiro de 2020, em uma vitória fora de casa sobre o Vitória de Guimarães por 2 a 1, pela Primeira Liga de 2019–20.[carece de fontes?] Matheus Reis veio de boa temporada no mesmo ano pelo Rio Ave, despertando interesse de diversos clubes em Portugal como o Porto.
Pelo Rio Ave, fez 66 partidas e marcou um gol.

### Sporting
Em 2 de fevereiro de 2021, foi oficializada a contratação de Matheus Reis ao Sporting, por um contrato de empréstimo até o fim da temporada. Estreou pelo clube em 9 de fevereiro, entrando como substituto em uma vitória fora de casa contra o Gil Vicente, pela Primeira Liga de 2020–21.>

## Estatísticas
Atualizado até 19 de agosto de 2023.

### Clubes
| Equipe            | Temporada         | Campeonato nacional | Campeonato nacional | Campeonato nacional | Copa nacional[a] | Copa nacional[a] | Copa nacional[a] | Competições continentais[b] | Competições continentais[b] | Competições continentais[b] | Outros torneios[c] | Outros torneios[c] | Outros torneios[c] | Total | Total | Total   |
| Equipe            | Temporada         | Jogos               | Gols                | Assist.             | Jogos            | Gols             | Assist.          | Jogos                       | Gols                        | Assist.                     | Jogos              | Gols               | Assist.            | Jogos | Gols  | Assist. |
| ----------------- | ----------------- | ------------------- | ------------------- | ------------------- | ---------------- | ---------------- | ---------------- | --------------------------- | --------------------------- | --------------------------- | ------------------ | ------------------ | ------------------ | ----- | ----- | ------- |
| Atlético Sorocaba | 2014              | —                   | —                   | —                   | —                | —                | —                | —                           | —                           | —                           | 8                  | 0                  | 0                  | 8     | 0     | 0       |
| Atlético Sorocaba | Total             | 0                   | 0                   | 0                   | 0                | 0                | 0                | 0                           | 0                           | 0                           | 8                  | 0                  | 0                  | 8     | 0     | 0       |
| São Paulo         | 2015              | 13                  | 0                   | 0                   | 3                | 0                | 0                | —                           | —                           | —                           | —                  | —                  | —                  | 16    | 0     | 0       |
| São Paulo         | 2016              | 15                  | 0                   | 1                   | —                | —                | —                | 1                           | 0                           | 0                           | 0                  | 0                  | 0                  | 16    | 0     | 1       |
| São Paulo         | Total             | 28                  | 0                   | 1                   | 3                | 0                | 0                | 1                           | 0                           | 0                           | 0                  | 0                  | 0                  | 32    | 0     | 1       |
| Bahia             | 2017              | 19                  | 0                   | 1                   | —                | —                | —                | —                           | —                           | —                           | 7                  | 1                  | 0                  | 26    | 1     | 1       |
| Bahia             | Total             | 19                  | 0                   | 1                   | 0                | 0                | 0                | 0                           | 0                           | 0                           | 7                  | 1                  | 0                  | 26    | 1     | 1       |
| Moreirense        | 2017–18           | 2                   | 0                   | 0                   | —                | —                | —                | —                           | —                           | —                           | —                  | —                  | —                  | 2     | 0     | 0       |
| Moreirense        | Total             | 2                   | 0                   | 0                   | 0                | 0                | 0                | 0                           | 0                           | 0                           | 0                  | 0                  | 0                  | 2     | 0     | 0       |
| Rio Ave           | 2018–19           | 22                  | 0                   | 4                   | 3                | 0                | 0                | 2                           | 0                           | 0                           | 0                  | 0                  | 0                  | 27    | 0     | 4       |
| Rio Ave           | 2019–20           | 30                  | 1                   | 3                   | 4                | 0                | 1                | —                           | —                           | —                           | 3                  | 0                  | 1                  | 37    | 1     | 5       |
| Rio Ave           | 2020–21           | —                   | —                   | —                   | —                | —                | —                | 2                           | 0                           | 0                           | —                  | —                  | —                  | 2     | 0     | 0       |
| Rio Ave           | Total             | 52                  | 1                   | 7                   | 7                | 0                | 1                | 4                           | 0                           | 0                           | 3                  | 0                  | 1                  | 66    | 1     | 9       |
| Sporting          | 2020–21           | 15                  | 0                   | 0                   | —                | —                | —                | —                           | —                           | —                           | —                  | —                  | —                  | 15    | 0     | 0       |
| Sporting          | 2021–22           | 26                  | 2                   | 2                   | 5                | 0                | 0                | 8                           | 0                           | 0                           | 5                  | 0                  | 0                  | 44    | 2     | 2       |
| Sporting          | 2022–23           | 33                  | 1                   | 0                   | 1                | 0                | 0                | 11                          | 0                           | 0                           | 6                  | 0                  | 0                  | 51    | 1     | 0       |
| Sporting          | 2023–24           | 2                   | 0                   | 0                   | 0                | 0                | 0                | 0                           | 0                           | 0                           | 0                  | 0                  | 0                  | 2     | 0     | 0       |
| Sporting          | Total             | 76                  | 3                   | 2                   | 6                | 0                | 0                | 19                          | 0                           | 0                           | 11                 | 0                  | 0                  | 112   | 3     | 2       |
| Total na carreira | Total na carreira | 117                 | 4                   | 11                  | 16               | 0                | 1                | 24                          | 0                           | 0                           | 29                 | 1                  | 1                  | 189   | 5     | 13      |

- a. ^ Jogos da Copa do Brasil e Taça de Portugal
- b. ^ Jogos da Copa Libertadores da América, Liga Europa da UEFA e Liga dos Campeões da Europa
- c. ^ Jogos do Campeonato Paulista, Campeonato Baiano, Copa do Nordeste, Taça da Liga e Supertaça Cândido de Oliveira

## Títulos
Bahia
- Copa do Nordeste: 2017

Sporting
- Campeonato Português: 2020–21, 2023–24[35] e 2024–25[36]
- Supertaça Cândido de Oliveira: 2021
- Taça da Liga: 2021–22
- Taça de Portugal: 2024–25[37]

### Prêmios individuais
- Seleção do Campeonato Português: 2021–22